# Tour du Loir-et-Cher
Le Tour du Loir-et-Cher (officiellement Tour du Loir-et-Cher E Provost)  est une course cycliste par étapes française disputée en Loir-et-Cher. Créée par l'AAJ Blois, sa première édition a lieu en juillet 1960 et est composée de deux étapes. À partir de 1961 il est organisé en avril et comprend trois étapes, puis quatre à partir de 1975. Le format en cinq étapes est adopté depuis 1985. Une Association du Tour Cycliste est créée en 1966, devenue Tour du Loir et Cher Sport Organisation.
En 2005, le calendrier international connaît une réforme avec la création de l'UCI ProTour et des circuits continentaux. Le Tour du Loir-et-Cher fait depuis partie de l'UCI Europe Tour en catégorie 2.2. Il est par conséquent ouvert aux équipes continentales professionnelles françaises, aux équipes continentales, à des équipes nationales et à des équipes régionales ou de clubs. Les UCI ProTeams (première division) ne peuvent pas participer,.
L'édition 2020 est annulée en raison de la pandémie de Covid-19. C'est également le cas en 2021.

## Palmarès
Au palmarès figurent plusieurs vainqueurs d'étape du Tour de France ou de grandes classiques comme Thor Hushovd en 1999, vainqueur de Gand-Wevelgem et champion du monde sur route. Le deuxième de l'édition 2002 est Philippe Gilbert, champion du monde en 2012 et vainqueur à plusieurs reprises de classiques.